# Велико бяло братство
Вижте пояснителната страница за други значения на Бяло братство.
Велико бяло братство е термин, употребяван в различни доктрини като теософията (на Елена Блаватска), Агни Йога (на Елена и Николай Рьорих), учението на Алис Бейли и други, за разлика от учението на Петър Дънов, наричано само „Бяло братство“ или „Всемирно бяло братство“.